# Daniel de Roulet
Pour les articles homonymes, voir Roulet.
Daniel de Roulet, né à Genève le 4 février 1944, est un écrivain suisse de langue française.

## Biographie
Daniel de Roulet naît le 4 février 1944 à Genève.
Fils d'un pasteur protestant, il passe son enfance à Saint-Imier, dans le Jura bernois. Il parlera autant l’allemand que le français, car son père est romand et sa mère alémanique.
Il étudie les sciences humaines à Paris et à Genève. Il travaille d'abord comme architecte, puis comme informaticien jusqu’en 1997 (il a dirigé le centre de calcul de l’Hôpital cantonal de Genève). 
Daniel de Roulet publie dès les années 1980, en français et en allemand, il est écrivain à plein temps depuis 1997.
Il a été fiché et observé par les autorités fédérales durant 17 ans, de 1964 à 1981 (voir le « scandale des fiches »), après avoir signé une pétition en faveur des objecteurs de conscience. Son livre Double, paru en 1998, est basé sur cette expérience,.
Le 5 janvier 1975, Daniel de Roulet a incendié le chalet du magnat de la presse allemande Axel Springer, situé sur un alpage au-dessus de Rougemont. Il a rendu publique sa responsabilité dans le livre Un dimanche à la montagne, paru en 2006, après le délai de prescription. À l'époque, Springer était considéré comme un nazi, comme le constate son biographe.

### Carrière littéraire
En 1992, lors d'un séjour à New York, il termine deux romans qui deviendront Virtuellement vôtre et La ligne bleue.
De 2008 à 2011, Daniel de Roulet est membre du collectif d’écrivains Bern ist überall (« Berne est partout »). Lui et Noëlle Revaz apportent de nouvelles « couleurs » aux langues du collectif.

#### Cycle romanesque:La simulation humaine
Il a publié un cycle romanesque constitué de dix romans, intitulé La simulation humaine. Ils retracent, à travers l'histoire de deux familles (les descendants d'un industriel suisse et ceux d'un pilote kamikaze japonais), l'épopée du nucléaire qui va d'Hiroshima à Fukushima, du triomphe de la science à la mise en cause de sa démesure. Débutant avec La ligne bleue, commencé en 1990 et publié en 1995, ce cycle s'achève avec le 10ème tome, Le démantèlement du coeur, paru en 2014. Ce cycle a fait l'objet d'un essai de déconstruction/reconstruction à l'École polytechnique fédérale de Lausanne. Une application mobile, conçue par un doctorant au Laboratoire d'humanités digitales de l'EPFL, permet de lire de différentes manières les 297 chapitres de la saga, à travers dix « réagencements inédits » formant de nouvelles histoires,.
Daniel de Roulet est par ailleurs l'auteur de nombreuses chroniques de voyage et d'essais critiques autour de la notion de « mondialité » qui est pour lui, au contraire de la mondialisation, le côté positif de la nouvelle donne contemporaine qui permet d'envisager une suite à la modernité, qu'il s'agisse de l'écriture ou de la politique des biens communs.
Nombre de ses œuvres ont été traduites en allemand, et aussi en anglais, italien, espagnol et néerlandais.

## Œuvres

### Romans
- (de) Die Höllen-Routine [« La Routine infernale »], Zurich, Eco-Verlag, 1981, 106 p. (ISBN 9783856370411)Écrit sous le pseudonyme de Little Brother
- À nous deux, Ferdinand, Saint-Imier, Canevas, 1991, 135 p. (ISBN 9782883820159)
- Jules en Amérique, Genève, La Joie de lire, 2003, 102 p. (ISBN 2-88258-252-8)
- Dix petites anarchistes : roman, Paris, Buchet-Chastel, 2018, 137 p. (ISBN 978-2-283-03178-0)[12],[13]
- L'Oiselier, La Baconnière, 2021, 121 p. (ISBN 978-2-88960-043-4) (mettant en scène Niklaus Meienberg)[14].
- Le bonnet rouge, Héros-Limite, 2023, 160 p. (ISBN 978-2-88955-080-7)

#### CycleLa Simulation humaine
1. Virtuellement vôtre !, Canevas, 1993, 118 p. (ISBN 2-88382-036-8)
2. La Ligne bleue, Seuil, 1995, 199 p. (ISBN 2-02-023189-1)
3. Bleu Siècle, Seuil, 1996, 202 p. (ISBN 2-02-030005-2)
4. Gris-bleu, Seuil, 1999, 235 p. (ISBN 2-02-036768-8)
5. Davos Terminus, Largeur.com, 2002
6. L'Homme qui tombe, Buchet-Chastel, 2005, 178 p. (ISBN 2-023-02129-4)
7. Kamikaze Mozart, Buchet-Chastel, 2007, 294 p. (ISBN 978-2-283-02296-2)
8. Le Silence des abeilles, Buchet-Chastel, 2009, 230 p. (ISBN 978-2-283-02412-6)
9. Fusions : roman, Paris, Buchet-Chastel, 2012, 373 p. (ISBN 978-2-283-02542-0)
10. Le Démantèlement du cœur, Paris, Buchet-Chastel, 2014, 198 p. (ISBN 978-2-283-02764-6)

### Textes autobiographiques
- La Vie, il y a des enfants pour ça, Canevas, 1994, 54 p. (ISBN 2-88382-054-6)
- Double : un rapport, Canevas, 1998, 222 p. (ISBN 2-88382-070-8). Réédité en 2006 aux Éditions Métropolis, avec une nouvelle postface  (ISBN 9782883401518).
- Un dimanche à la montagne, Buchet/Chastel, 2006, 158 p. (ISBN 2-283-02180-4)
- À la garde. Lettre à mon père pasteur, Labor et Fides, 2019, 95 p. (ISBN 978-2-8309-1693-5)

### Récits de voyage
- L'Envol du marcheur, Labor et Fides, 2004, 159 p. (ISBN 2-8309-1134-2)Photographies de Xavier Voirol
- Légèrement seul : sur les traces de Gall, Paris, Phébus, 2013, 155 p. (ISBN 978-2-7529-0944-2)
- Tous les lointains sont bleus : chroniques, Paris, Phébus, 2015, 248 p. (ISBN 978-2-7529-0978-7)
- La Suisse de travers, Héros-Limite, 2020, 185+4 (ISBN 978-2-88955-026-5)Préface de Jean-Christophe Bailly. Première version parue dans La couleur des jours n°20 automne 2016 et n°26 printemps 2018.
- La France atomique, Héros-Limite, 2021, 140 p. (ISBN 978-2-88955-049-4)
- Frontières liquides : journal des lacs, Phébus, 2025, 288 p. (ISBN 978-2-7529-1459-0)

### Essais
- Courir, écrire, 2000Postface de Roger Francillon
- La Danseuse et le Chimiste : Neuf rencontres indisciplinées entre artistes et scientifiques, Labor et Fides, 2002, 58 p. (ISBN 2-8309-1075-3)
- Nationalité frontalière, chroniques, Métropolis, 2003, 219 p. (ISBN 2-88340-136-5)
- Malcolm X : par tous les moyens nécessaires, Desmaret, 2004, 56 p. (ISBN 2-913675-27-1)
- La Nouvelle Conférence de Wannsee, Le Temps des cerises, 2004, 43 p. (ISBN 2-84109-518-5)
- Chronique américaine, Métropolis, 2005, 128 p. (ISBN 2-88340-154-3)
- Un glacier dans le cœur : vingt-six manières d'aimer un pays et d'en prendre congé, Métropolis, 2009, 219 p. (ISBN 978-2-88340-184-6)
- Esthétique de la course à pied, 2010, 150 p. (ISBN 978-2-914481-78-6)Photographies de Jacques Pilet
- Tu n'as rien vu à Fukushima, Buchet-Chastel, 2011, 32 p. (ISBN 978-2-283-02600-7, lire en ligne)
- Écrire la mondialité, La Baconnière, 2013, 196 p. (ISBN 978-2-940431-13-7)
- Terminal terrestre, éditions d'autre Part, 2017, 240 p. (ISBN 978-2-940518-41-8)
- Quand vos nuits se morcellent, Lettre à Ferdinand Hodler, Zoé, 2018, 128 p. (ISBN 978-2-88927-556-4)
- Portraits Clandestins, La Baconnière, 2023, 190 p. (ISBN 978-2-889601035)

## Distinctions
- Bourse de la Commission littéraire de langue française du canton de Berne, New York 1992, pour À nous deux, Ferdinand
- Prix Michel-Dentan, 1994, pour Virtuellement vôtre
- Sélection prix Renaudot, 1995, pour La Ligne bleue
- Babet d’Or de Lettres Frontières, Saint-Étienne, 1995, pour La Ligne bleue
- Prix de littérature Alpes-Jura, Paris, 1996 pour La Ligne bleue
- Bourse de Pro Helvetia, 1996
- Résidence de la Fondation Landis et Gyr, Londres 1998
- Grand prix de littérature du Canton de Berne pour Double, 1999
- Prix Pittard de l'Andelyn pour Double, 1999
- Fondation UBS pour la culture, 2001, pour l’ensemble de son œuvre
- Résidence de Horw, 2001
- Résidence à Ledig House, Chattham, NY, USA, 2003
- Spycherpreis, Loèche, 2003
- Prix de la Société littéraire, Genève, 2005
- (international) « Honour List » 2006[15] de l'Union internationale pour les livres de jeunesse (IBBY) pour Jules en Amérique
- Prix Marcel-Aymé 2011 pour Esthétique de la course à pied
- Prix Culture et Société 2015, Ville de Genève
- Prix Bibliomedia 2019 pour Dix petites anarchistes[16]

## Fonds d'archives
Fonds : Daniel de Roulet [126 boîtes d'archives]. Collection : Archives littéraires suisses; Cote : ALS-Roulet. Berne : Bibliothèque nationale suisse (présentation en ligne). 

Elsa Nguyen, Jean-Jules Bernhard et Vincent Yersin, « Fonds Daniel de Roulet : Inventaire », sur ead.nb.admin.ch, Archives littéraires suisses (consulté le 22 mai 2023)